# Docosia montana
Docosia montana är en tvåvingeart som beskrevs av Lastovka 2006. Docosia montana ingår i släktet Docosia och familjen svampmyggor.
Artens utbredningsområde är Tjeckien. Inga underarter finns listade i Catalogue of Life.